# فانس ر. هنتلي
فانس ر. هنتلي هو سياسي كندي، ولد في 10 يونيو 1911 في غراند مانان أيلاند في كندا، وتوفي في 15 سبتمبر 1996 في كندا. حزبياً، نشط في الحزب التقدمي المحافظ في نيو برونزويك ‏. وقد انتخب عضو الجمعية التشريعية لنيو برونزويك ‏.